# Nomada mutans
Nomada mutans är en biart som beskrevs av Cockerell 1910. Nomada mutans ingår i släktet gökbin, och familjen långtungebin. Inga underarter finns listade i Catalogue of Life.